# 千駄谷站
千駄谷站（日语：／ Sendagaya eki */?）是位於日本東京都澀谷區千駄谷一丁目，屬於東日本旅客鐵道（JR東日本）中央本線的鐵路車站。車站編號是JB 12。此站是澀谷區內的鐵路車站當中最東的。
此站只有行走緩行線的中央·總武線各站停車停靠。依據特定都區市內，本站屬於「東京都區內」與「東京山手線內」。站名的「ケ」是大寫（町名則是小寫）。

## 历史
- 1904年（明治37年）8月21日：作為甲武鐵道車站開業。
- 1906年（明治39年）10月1日：甲武鐵道根據鐵道國有法（日语：鉄道国有法）國有化，成為官設鐵道的車站。
- 1909年（明治42年）10月12日：軌道名稱（日语：国鉄・JR線路名称一覧）制定為中央東線（1911年起為中央本線）。
- 1924年（大正13年）：第2代站舍完工。
- 1945年（昭和20年）
  - 5月：發生東京大空襲，站舍遭到炸毀。
  - 12月：重建木造站舍。
- 1949年（昭和24年）6月1日：成立日本國有鐵道。
- 1958年（昭和33年）1月：因舉辦亞洲運動會站舍改建。
- 1964年（昭和39年）9月：因舉辦1964年東京奧運站舍再次改建，設立臨時月台。
- 1976年（昭和51年）7月：開設綠窗口。
- 1987年（昭和62年）4月1日：國鐵分割民營化，成為JR東日本的車站。
- 1989年（平成元年）6月：引入自動閘機。
- 1998年（平成10年）3月：啟用扶手電梯。
- 2001年（平成13年）11月18日：啟用IC卡「Suica」[報道 1]。
- 2007年（平成19年）3月9日：綠窗口關閉。
- 2012年（平成24年）9月：啟用升降機。
- 2016年（平成28年）9月18日：為了迎接2020年東京奧運進行站舍改建工程，設置臨時站舍[報道 2]。
- 2019年（令和元年）
  - 2月1日：早上無人化[2]。
  - 10月27日：啟用新站舍[報道 3]。
- 2020年（令和2年）
  - 3月22日：往新宿方向月台（1號月台）移動至新月台[報道 3][新聞 1]。
  - 6月13日：啟用月台閘門[報道 4]。

## 車站構造
側式月台2面2線。由於本站北側緊鄰新宿御苑，為避免影響園內環境，因此發車音樂採用鐘聲鳴響。
在1964年東京奧運舉辦期間，本站於舊1月台對側增設了一座臨時月台，以緩解前來觀賽的人潮。然而，奧運結束後，該臨時月台除了在1989年「大喪之禮」期間曾再次啟用外，長期處於封閉狀態。後來，因應2020年東京奧運的舉辦，該臨時月台經過重新整備後，作為西行專用月台重新啟用，並增設了手扶梯、電梯、月台門及改建驗票口。此外，為了安裝月台門，原本僅有5公尺寬的月台橫向寬度也同步擴建至最多9公尺。

### 月台配置
| 月台 | 路線                    | 方向 | 目的地                     |
| ---- | ----------------------- | ---- | -------------------------- |
| 1    | 中央·總武線（各站停車） | 西行 | 新宿、中野、三鷹方向       |
| 2    | 中央·總武線（各站停車） | 東行 | 御茶之水、秋葉原、千葉方向 |

（來源：JR東日本:車站構內圖（页面存档备份，存于））

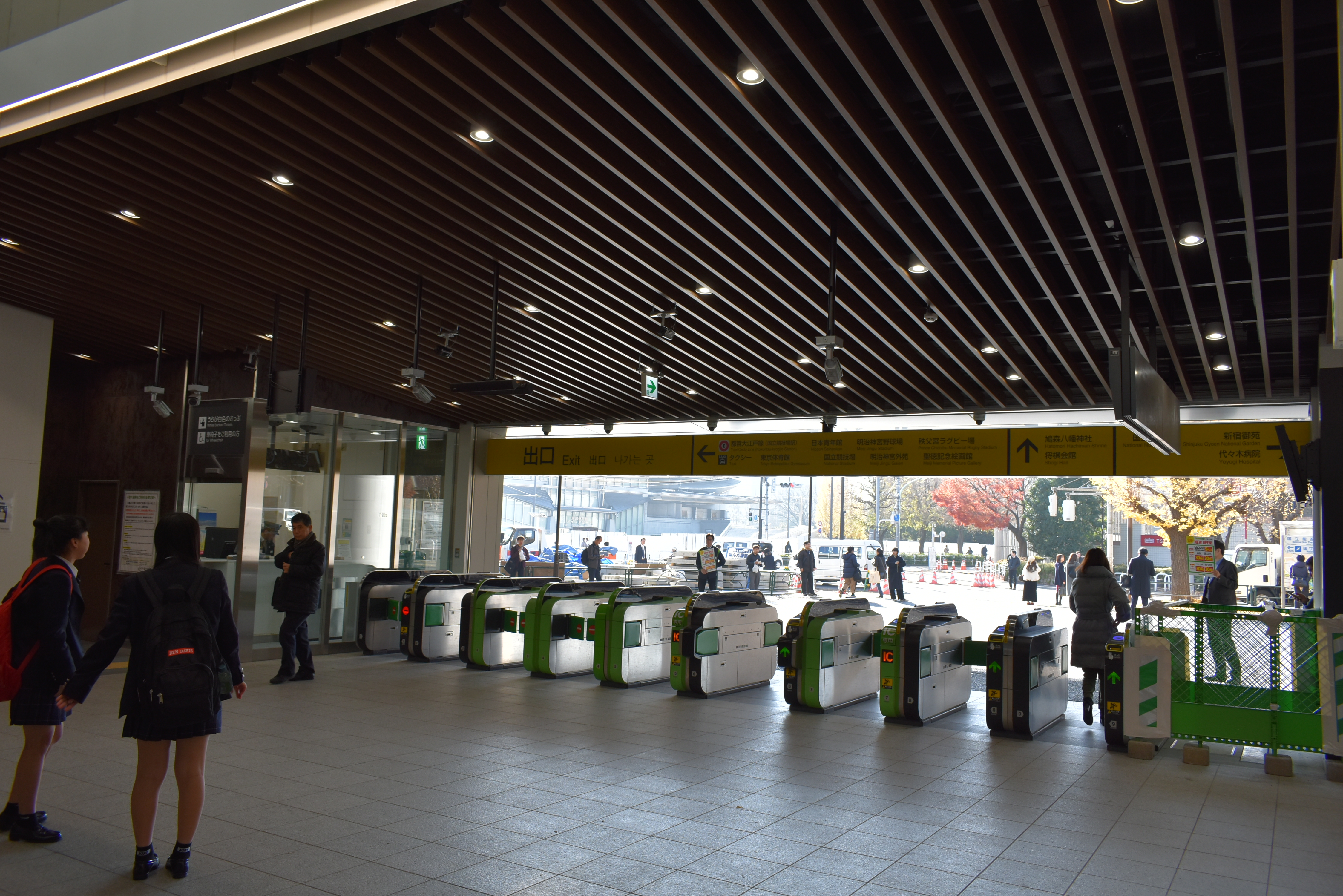
检票口（2019年12月）
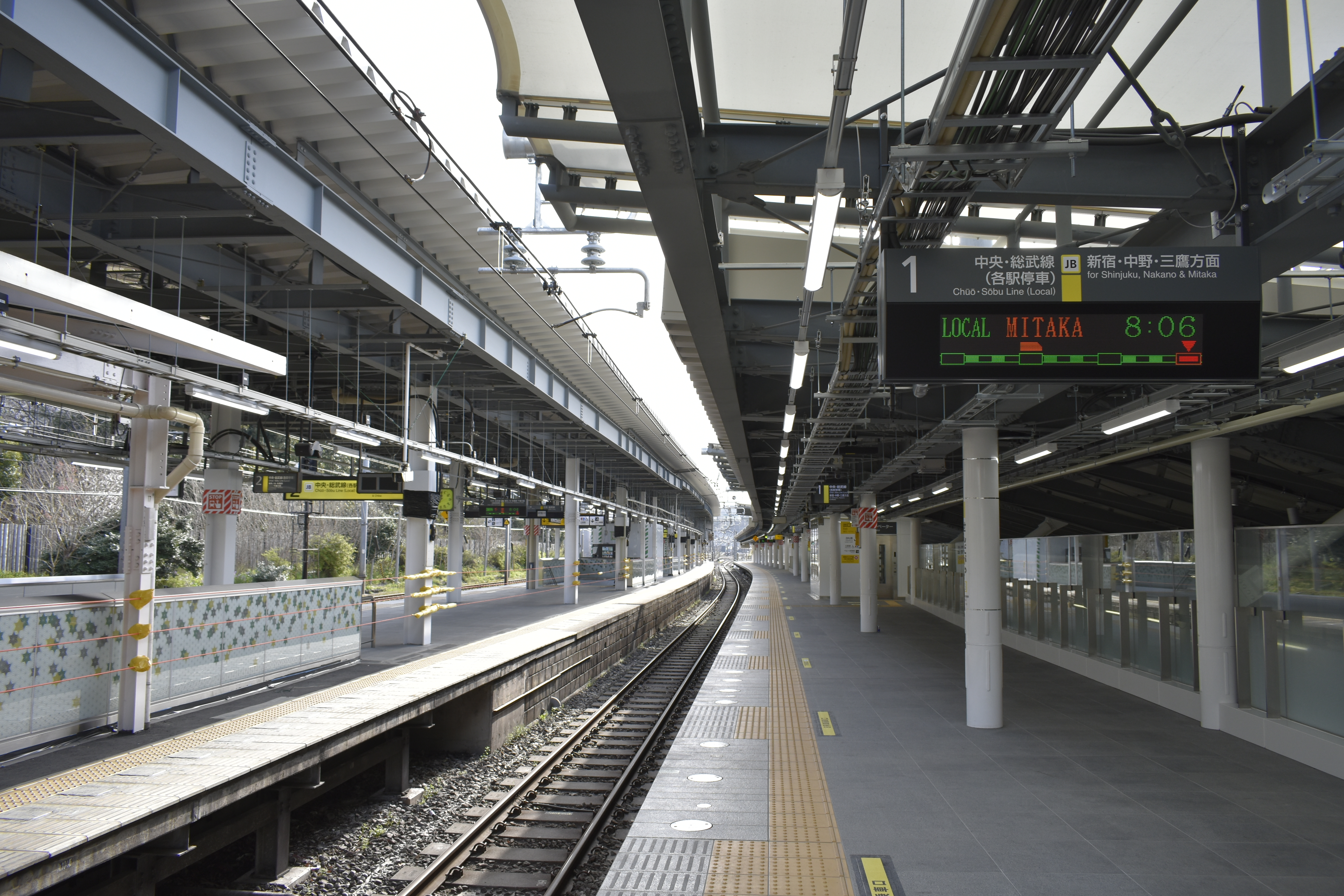
2号月台（往四谷站方向）（2019年12月）
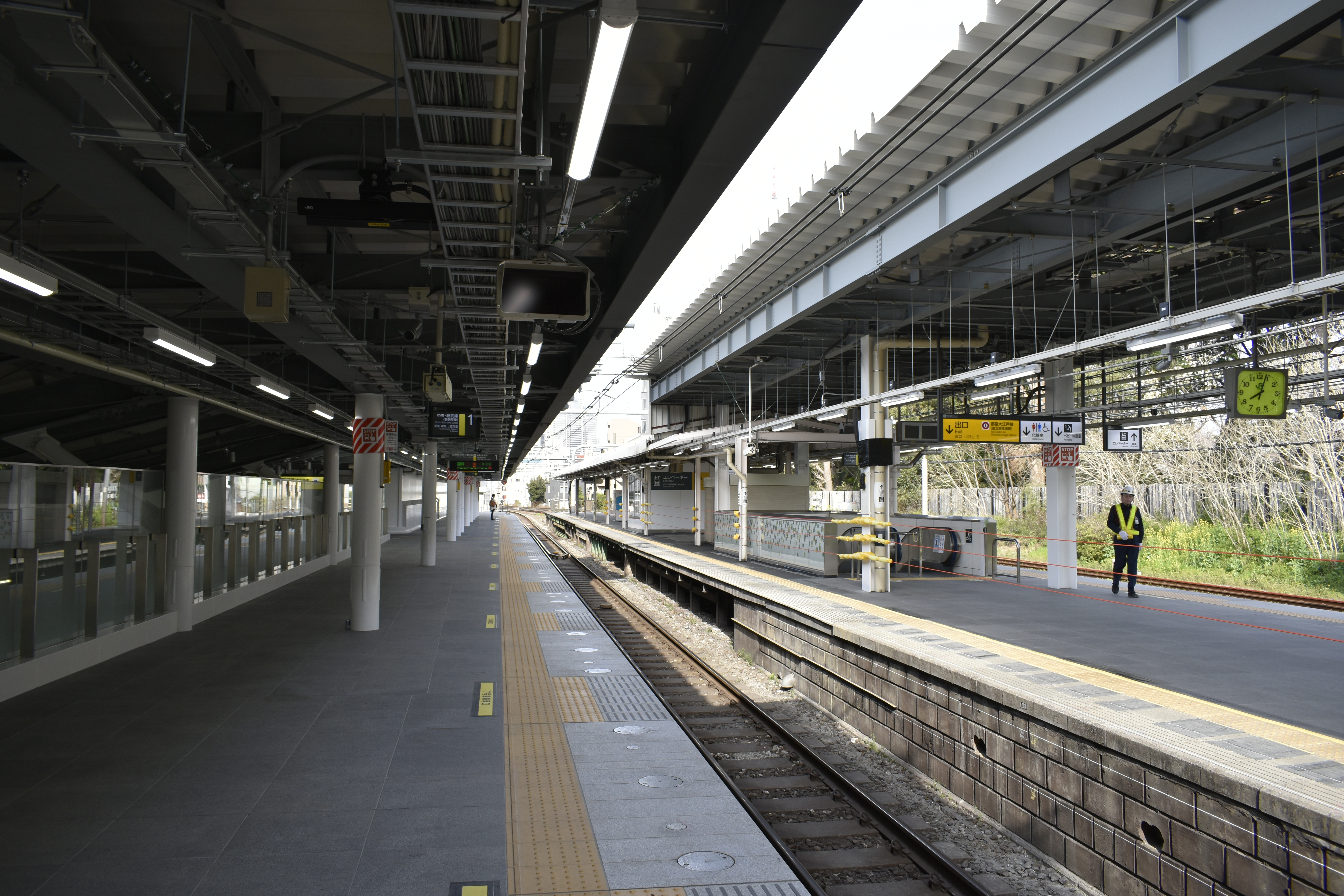
1号月台（代代木站方向）（2019年12月）
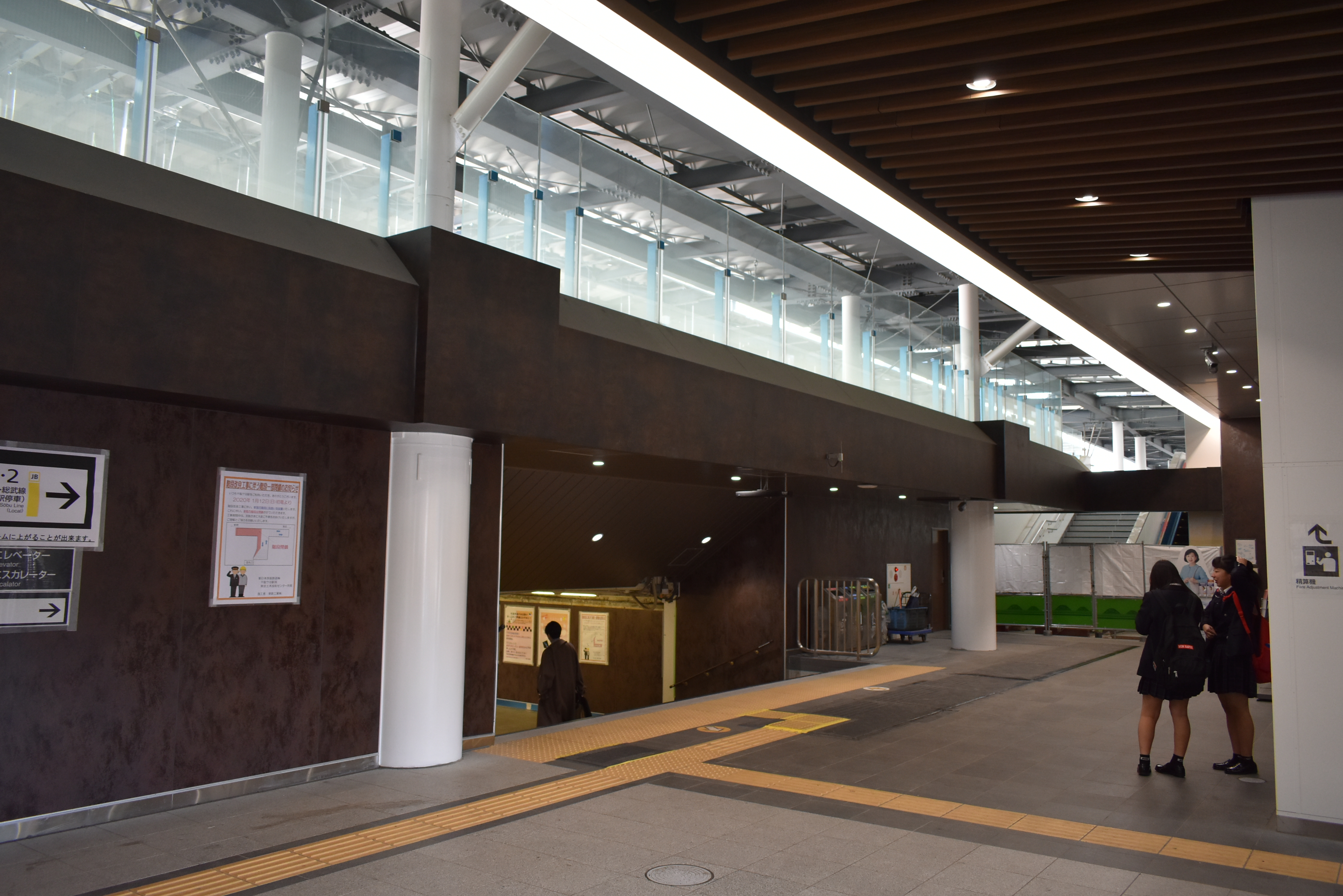
站内（2019年12月）

## 利用狀況
2023年（令和5年）度的1日平均上車人次為16,567人。在中央・總武線中，本站的乘客數量僅次於幕張站，為第二少。
近年的推移如下表。
| 年度               | 1日平均上車人次 | 1日平均上車人次 | 1日平均上車人次 | 來源     |
| 年度               | 定期外          | 定期            | 合計            | 來源     |
| ------------------ | --------------- | --------------- | --------------- | -------- |
| 1990年（平成02年） |                 |                 | 28,112          | [ * 1 ]  |
| 1991年（平成03年） |                 |                 | 29,806          | [ * 2 ]  |
| 1992年（平成04年） |                 |                 | 29,085          | [ * 3 ]  |
| 1993年（平成05年） |                 |                 | 28,866          | [ * 4 ]  |
| 1994年（平成06年） |                 |                 | 27,795          | [ * 5 ]  |
| 1995年（平成07年） |                 |                 | 27,068          | [ * 6 ]  |
| 1996年（平成08年） |                 |                 | 25,800          | [ * 7 ]  |
| 1997年（平成09年） |                 |                 | 25,313          | [ * 8 ]  |
| 1998年（平成10年） |                 |                 | 24,463          | [ * 9 ]  |
| 1999年（平成11年） |                 |                 | 23,923          | [ * 10 ] |
| 2000年（平成12年） |                 |                 | 23,123          | [ * 11 ] |
| 2001年（平成13年） |                 |                 | 22,698          | [ * 12 ] |
| 2002年（平成14年） |                 |                 | 23,022          | [ * 13 ] |
| 2003年（平成15年） |                 |                 | 22,508          | [ * 14 ] |
| 2004年（平成16年） |                 |                 | 22,419          | [ * 15 ] |
| 2005年（平成17年） |                 |                 | 22,213          | [ * 16 ] |
| 2006年（平成18年） |                 |                 | 21,993          | [ * 17 ] |
| 2007年（平成19年） |                 |                 | 22,543          | [ * 18 ] |
| 2008年（平成20年） | 12,567          | 8,742           | 21,309          | [ * 19 ] |
| 2009年（平成21年） | 12,177          | 8,348           | 20,525          | [ * 20 ] |
| 2010年（平成22年） | 11,582          | 8,685           | 20,268          | [ * 21 ] |
| 2011年（平成23年） | 11,383          | 8,625           | 20,008          | [ * 22 ] |
| 2012年（平成24年） | 9,901           | 8,524           | 18,426          | [ * 23 ] |
| 2013年（平成25年） | 11,893          | 8,551           | 20,444          | [ * 24 ] |
| 2014年（平成26年） | 10,495          | 8,293           | 18,788          | [ * 25 ] |
| 2015年（平成27年） | 9,875           | 8,118           | 17,994          | [ * 26 ] |
| 2016年（平成28年） | 10,128          | 8,299           | 18,427          | [ * 27 ] |
| 2017年（平成29年） | 10,267          | 8,747           | 19,015          | [ * 28 ] |
| 2018年（平成30年） | 8,178           | 9,089           | 17,268          | [ * 29 ] |
| 2019年（令和元年） | 7,763           | 8,688           | 16,452          |          |
| 2020年（令和02年） | 4,229           | 5,911           | 10,141          |          |
| 2021年（令和03年） | 5,777           | 5,903           | 11,680          |          |
| 2022年（令和04年） | 8,320           | 6,289           | 14,610          |          |
| 2023年（令和05年） | 9,830           | 6,737           | 16,567          |          |

## 車站周邊
- 東京體育館
- 東京國立競技場（國立霞丘競技場）
- 國立能樂堂
- 神宮外苑
- 新宿御苑
- 將棋會館
- 代代木病院

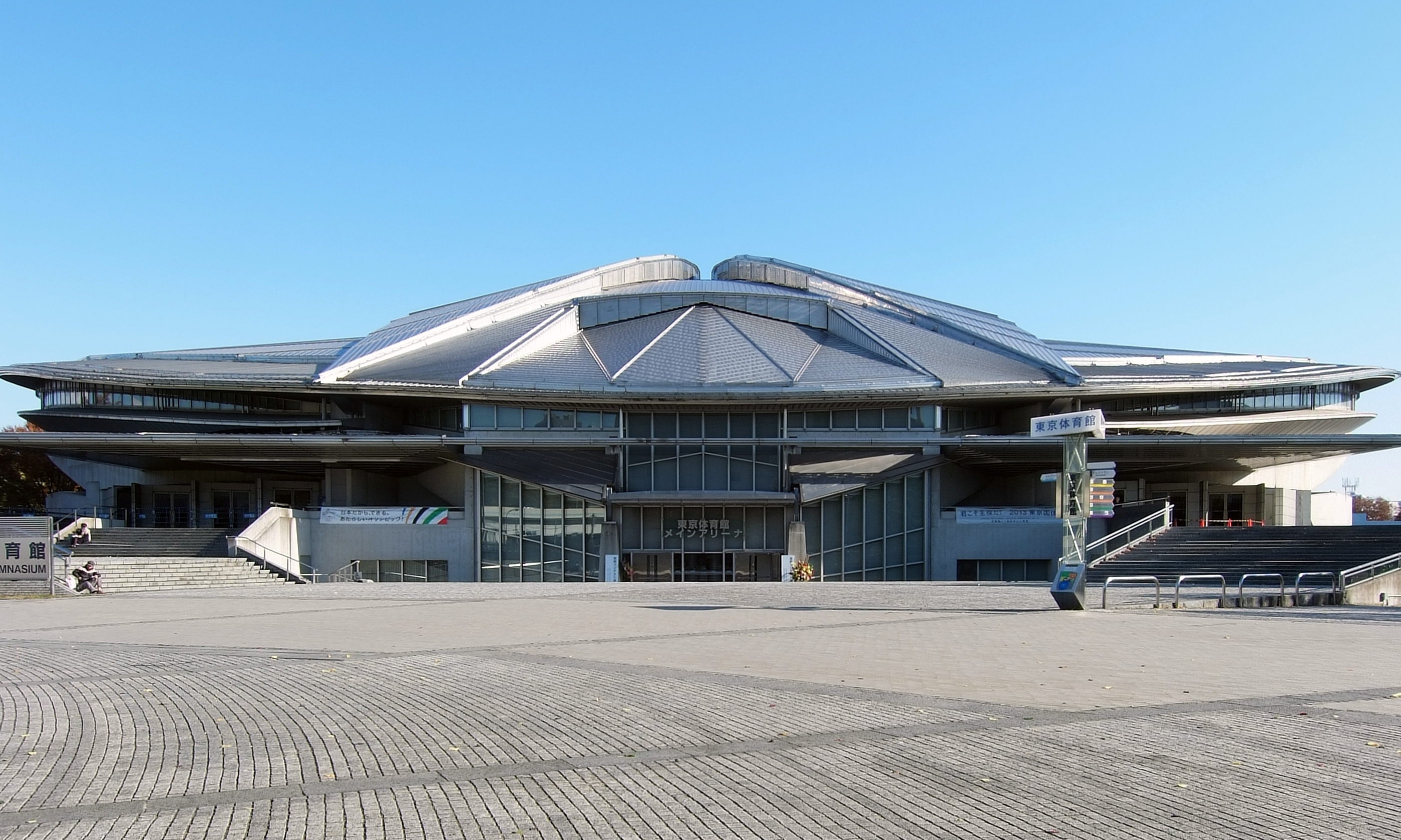
東京體育館(2008年11月)

- 都營地下鐵大江戶線國立競技場站→改札處前為入口。
- 神宮球場

- 車站開設前，本站地點向信濃町站方向曾經有軍用分支線（青山軍用停車場）存在。

青山軍用停車場
開設 1894年（明治27年）9月23日
廃止 1896年（明治29年）9月25日

## 相鄰車站
東日本旅客鐵道（JR東日本）
 中央·總武線（各站停車）
信濃町（JB 13）－千駄谷（JB 12）－代代木（JB 11）

### 報道發表資料
1. ↑   (PDF). 東日本旅客鉄道.   [2020-04-23]. （原始内容存档 (PDF)于2019-07-27） （日语）.
2. 1 2   (PDF) (新闻稿). 東日本旅客鉄道. 2016-06-08  [2019-11-19]. （原始内容存档 (PDF)于2019-08-18） （日语）.
3. 1 2 3   (PDF) (新闻稿). 東日本旅客鉄道東京支社. 2019-09-17  [2019-09-18]. （原始内容存档 (PDF)于2019-09-18） （日语）.
4. ↑   (PDF) (新闻稿). 東日本旅客鉄道. 2020-04-07  [2020-04-07]. （原始内容存档 (PDF)于2020-04-07） （日语）.

### 新聞記事
1. ↑  . 共同通信. 2020-03-22  [2020-03-22]. （原始内容存档于2020-03-22）.

### 利用狀況
1. ↑  東京都統計年鑑 （页面存档备份，存于） - 東京都
2. ↑  渋谷区勢概要 （页面存档备份，存于） - 渋谷区
3. ↑  新宿区の概況 （页面存档备份，存于） - 新宿区

JR東日本2000年度以後的上車人次
1. ↑  各駅の乗車人員（2000年度） （页面存档备份，存于） - JR東日本
2. ↑  各駅の乗車人員（2001年度） （页面存档备份，存于） - JR東日本
3. ↑  各駅の乗車人員（2002年度） （页面存档备份，存于） - JR東日本
4. ↑  各駅の乗車人員（2003年度） （页面存档备份，存于） - JR東日本
5. ↑  各駅の乗車人員（2004年度） （页面存档备份，存于） - JR東日本
6. ↑  各駅の乗車人員（2005年度） （页面存档备份，存于） - JR東日本
7. ↑  各駅の乗車人員（2006年度） （页面存档备份，存于） - JR東日本
8. ↑  各駅の乗車人員（2007年度） （页面存档备份，存于） - JR東日本
9. ↑  各駅の乗車人員（2008年度） （页面存档备份，存于） - JR東日本
10. ↑  各駅の乗車人員（2009年度） （页面存档备份，存于） - JR東日本
11. ↑  各駅の乗車人員（2010年度） （页面存档备份，存于） - JR東日本
12. ↑  各駅の乗車人員（2011年度） （页面存档备份，存于） - JR東日本
13. 1 2 3  各駅の乗車人員（2012年度） （页面存档备份，存于） - JR東日本
14. 1 2 3  各駅の乗車人員（2013年度） （页面存档备份，存于） - JR東日本
15. 1 2 3  各駅の乗車人員（2014年度） （页面存档备份，存于） - JR東日本
16. 1 2 3  各駅の乗車人員（2015年度） （页面存档备份，存于） - JR東日本
17. 1 2 3  各駅の乗車人員（2016年度） （页面存档备份，存于） - JR東日本
18. 1 2 3  各駅の乗車人員（2017年度） （页面存档备份，存于） - JR東日本
19. 1 2 3  各駅の乗車人員（2018年度） （页面存档备份，存于） - JR東日本
20. 1 2 3  各駅の乗車人員（2019年度） （页面存档备份，存于） - JR東日本
21. 1 2 3  各駅の乗車人員（2020年度） - JR東日本
22. 1 2 3  各駅の乗車人員（2021年度） - JR東日本
23. 1 2 3  各駅の乗車人員（2022年度） - JR東日本
24. 1 2 3  各駅の乗車人員（2023年度） - JR東日本

東京都統計年鑑
1. ↑  .   [2020-07-29]. （原始内容存档于2016-03-05）.
2. ↑  .   [2020-07-29]. （原始内容存档于2016-03-05）.
3. ↑  .   [2017-11-19]. （原始内容存档于2013-08-15）.
4. ↑  .   [2017-11-19]. （原始内容存档于2013-02-03）.
5. ↑  .   [2017-11-19]. （原始内容存档于2013-02-03）.
6. ↑  .   [2017-11-19]. （原始内容存档于2013-02-03）.
7. ↑  .   [2017-11-19]. （原始内容存档于2013-02-03）.
8. ↑  .   [2017-11-19]. （原始内容存档于2016-03-04）.
9. ↑  東京都統計年鑑（平成10年）PDF
10. ↑  東京都統計年鑑（平成11年）PDF
11. ↑  .   [2017-11-19]. （原始内容存档于2016-03-04）.
12. ↑  .   [2017-11-19]. （原始内容存档于2016-03-04）.
13. ↑  .   [2017-11-19]. （原始内容存档于2017-07-29）.
14. ↑  .   [2017-11-19]. （原始内容存档于2017-07-29）.
15. ↑  .   [2017-11-19]. （原始内容存档于2017-07-29）.
16. ↑  .   [2017-11-19]. （原始内容存档于2017-07-29）.
17. ↑  .   [2017-11-19]. （原始内容存档于2017-07-29）.
18. ↑  .   [2017-11-19]. （原始内容存档于2017-07-29）.
19. ↑  .   [2017-11-19]. （原始内容存档于2017-07-29）.
20. ↑  .   [2017-11-19]. （原始内容存档于2016-03-26）.
21. ↑  .   [2017-11-19]. （原始内容存档于2016-03-27）.
22. ↑  .   [2017-11-19]. （原始内容存档于2016-03-25）.
23. ↑  .   [2017-11-19]. （原始内容存档于2016-03-27）.
24. ↑  .   [2017-11-19]. （原始内容存档于2016-03-22）.
25. ↑  .   [2017-11-19]. （原始内容存档于2017-07-30）.
26. ↑  .   [2017-11-19]. （原始内容存档于2018-11-09）.
27. ↑  .   [2020-07-29]. （原始内容存档于2019-05-02）.
28. ↑  .   [2020-07-29]. （原始内容存档于2019-12-03）.
29. ↑  .   [2020-07-29]. （原始内容存档于2020-08-04）.

## 外部連結
- 車站資訊（千駄谷）：東日本旅客鐵道

35°40′52″N 139°42′41″E / 35.68111°N 139.71139°E